# پین ۵۱۸۸
سیارک ۵۱۸۸ (به انگلیسی: 5188 Paine، نامگذاری:1990TZ2) پنج هزار و صد و هشتاد و هشتمین سیارک کشف شده‌است که در ۱۵ اکتبر ۱۹۹۰ کشف شد.
قدر مطلق سیارک برابر ۱۲٫۹۰ است.